# Henk Ngantung
Hendrik Hermanus Joel Ngantung, ou plus simplement Henk Ngantung, né le 1er mars 1921 à Manado et mort le 12 décembre 1991 à Jakarta, est un peintre indonésien.
Il a été gouverneur de Jakarta de 1964 à 1965, le premier Indonésien d'origine chinoise à occuper ce poste.